# Ernst Perry
Ernst Perry war ein deutscher Fußballspieler.

## Karriere
Perry gehörte dem BTuFC Britannia 1892 an, für den er in den vom Verband Berliner Ballspielvereine organisierten Meisterschaften als Stürmer die Saison 1903/04 bestritt und diese als Meister abschloss. Damit nahm er an der Endrunde um die Deutsche Meisterschaft teil und bestritt mit dem am 24. April 1904 auf dem Sportplatz Friedenau mit 6:1 gewonnenen Viertelfinale über den Karlsruher FV und dem am 8. Mai 1904 mit 3:1 gewonnenen Halbfinale über den SC Germania von 1887 seine einzigen beiden Endrundenspiele: in beiden erzielte er mit dem Treffer zum 5:1 in der 60. und dem Treffer zum 3:0 in der 40. Minute jeweils ein Tor.
Das am 29. Mai 1904 in Kassel vorgesehene Finale gegen den VfB Leipzig fand jedoch nicht statt. Der Karlsruher FV hatte beim DFB Protest gegen die Wertung dieser Meisterschaft eingelegt. Der DFB hatte die ausschreibungsgemäße Ansetzung der Endrundenspiele an neutralem Orte nicht eingehalten; daraufhin wurde am Vormittag das Endspiel abgesagt und die Meisterschaftsendrunde annulliert.

## Erfolge
- Teilnahme an der Endrunde um die Deutsche Meisterschaft 1904
- Berliner Meister 1904